# Romania nella seconda guerra mondiale
Il Regno di Romania sotto re Carlo II era inizialmente neutrale durante la seconda guerra mondiale. Tuttavia, le forze politiche fasciste, in particolare la Guardia di Ferro, crebbero in popolarità e potere, sollecitando un'alleanza con la Germania nazista e i suoi alleati. Mentre le fortune militari dei due principali garanti dell'integrità territoriale della Romania, Francia e Gran Bretagna, si sgretolavano nella caduta della Francia (da maggio a giugno 1940), il governo della Romania si rivolse alla Germania nella speranza di un simile garanzia, ignara del fatto che l'allora potenza europea dominante aveva già concesso la sua benedizione alle rivendicazioni sovietiche sul territorio rumeno, in un protocollo segreto del Patto Molotov-Ribbentrop del 1939.
Nell'estate del 1940 vennero risolte una serie di controversie territoriali contro la Romania, che perse la maggior parte del territorio che aveva guadagnato durante la prima guerra mondiale. La popolarità del governo rumeno precipitò, rafforzando ulteriormente le fazioni fasciste e militari, che alla fine organizzarono un colpo di Stato nel settembre 1940 che trasformò il paese in una dittatura sotto il Mareșal Ion Antonescu. Il nuovo regime si unì ufficialmente alle Potenze dell'Asse il 23 novembre 1940. Come membro dell'Asse, la Romania si unì all'invasione dell'Unione Sovietica (Operazione Barbarossa) il 22 giugno 1941, fornendo attrezzature e petrolio alla Germania nazista e impegnando più truppe sul fronte orientale di tutti gli altri alleati della Germania messi insieme. Le forze rumene svolsero un ruolo importante durante i combattimenti in Ucraina, in Bessarabia e a Stalingrado. Le truppe rumene furono responsabili della persecuzione e del massacro di 260.000 ebrei nei territori controllati dalla Romania, anche se la metà degli ebrei che vivevano nella stessa Romania sopravvisse alla guerra. La Romania controllava il terzo più grande esercito dell'Asse in Europa e il quarto più grande esercito dell'Asse nel mondo, solo dietro le tre principali potenze dell'Asse di Germania, Giappone e Italia.
Gli Alleati bombardarono la Romania dal 1943 in poi, e l'avanzata degli eserciti sovietici invase il paese nel 1944. Il sostegno popolare alla partecipazione della Romania alla guerra vacillò e i fronti tedesco-rumeno crollarono sotto l'assalto sovietico. Il re Michele di Romania condusse un colpo di Stato che depose il regime di Antonescu (agosto 1944) e mise la Romania dalla parte degli Alleati per il resto della guerra (Antonescu venne giustiziato nel giugno 1946). Nonostante questa associazione tardiva con la parte vincente, la Grande Romania non venne ripristinata. Tuttavia, il paese riuscì a riconquistare la Transilvania settentrionale dall'Ungheria.

## La situazione prebellica

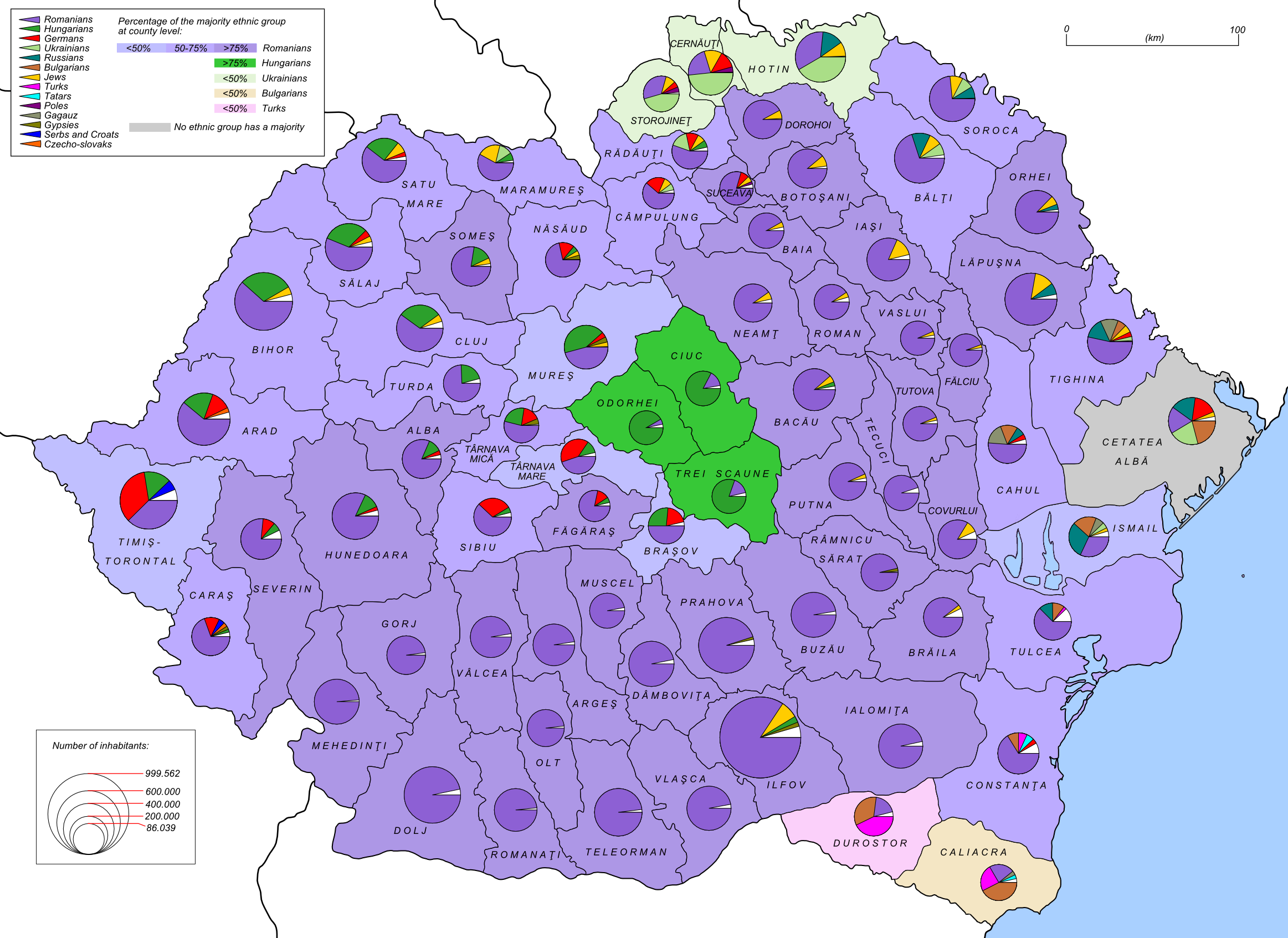
Mappa etnica della Grande Romania secondo il censimento rumeno del 1930. Le considerevoli minoranze etniche misero la Romania in contrasto con l'Ungheria, la Bulgaria e l'Unione Sovietica per tutto il periodo interbellico.

All'indomani della prima guerra mondiale, la Romania, che combatté con l'Intesa contro gli Imperi Centrali, aveva notevolmente ampliato il proprio territorio, inglobando le regioni della Transilvania, della Bessarabia e della Bucovina, in gran parte come risultato del vuoto creato dal crollo degli imperi austro-ungarico e russo. Ciò portò al raggiungimento dell'obiettivo nazionalista di lunga data di creare una "Grande Romania", uno stato nazionale che incorporasse tutti i rumeni. Tuttavia, i territori appena conquistati includevano anche significative minoranze ungheresi, tedesche, bulgare, ucraine e russe, che mettevano la Romania in contrasto con molti dei suoi vicini. Ciò portò occasionalmente a conflitti violenti, come esemplificato dalla guerra romeno-ungherese e dalla Rivolta di Tatarbunary. Per contenere l'irredentismo ungherese, Romania, Jugoslavia e Cecoslovacchia fondarono la Piccola Intesa nel 1921. Nello stesso anno Romania e Polonia conclusero un'alleanza difensiva contro la nascente Unione Sovietica, e nel 1934 venne formata l'Intesa balcanica con Jugoslavia, Grecia e Turchia, che diffidavano della Bulgaria.
Dalla fine del XIX secolo in poi la Romania era una monarchia costituzionale relativamente democratica con una visione filo-occidentale, ma negli anni '30 il paese affrontò crescenti turbolenze a causa della Grande Depressione in Romania e dell'ascesa di movimenti fascisti come la Guardia di ferro, che sosteneva il terrorismo rivoluzionario contro lo stato. Con il pretesto di stabilizzare il paese, il re sempre più autocratico Carlo II proclamò una "dittatura reale" nel 1938. Il nuovo regime presentava politiche corporatiste che spesso assomigliavano a quelle dell'Italia fascista e della Germania nazista. Parallelamente a questi sviluppi interni, le pressioni economiche e una debole risposta franco-britannica all'aggressiva politica estera di Hitler fecero sì che la Romania iniziasse ad allontanarsi dagli alleati occidentali e ad avvicinarsi all'Asse.
Il 13 aprile 1939 Francia e Regno Unito si erano impegnate a garantire l'indipendenza del Regno di Romania. I negoziati con l'Unione Sovietica relativi a una garanzia simile fallirono quando la Romania rifiutò di consentire all'Armata Rossa di attraversare le sue frontiere.
Il 23 agosto 1939, la Germania e l'Unione Sovietica firmarono il Patto Molotov-Ribbentrop. Tra l'altro, questo riconobbe in un allegato segreto l'"interesse" sovietico per la Bessarabia (che era stata governata dall'Impero russo dal 1812 al 1918). Questo interesse sovietico era combinato con una chiara indicazione che c'era un'esplicita mancanza d'interesse tedesco nell'area.
Otto giorni dopo la Germania nazista invase la Seconda Repubblica Polacca. Aspettandosi aiuti militari dalla Gran Bretagna e dalla Francia, la Polonia scelse di non eseguire la sua alleanza con la Romania per poter utilizzare la Testa di ponte rumena. La Romania rimase ufficialmente neutrale e, sotto la pressione dell'Unione Sovietica e della Germania, internò il governo polacco in fuga dopo che i suoi membri avevano attraversato il confine polacco-rumeno il 17 settembre, costringendoli a relegare la loro autorità a quello che divenne il governo polacco in esilio. Dopo l'assassinio del primo ministro rumeno Armand Călinescu il 21 settembre, re Carlo II cercò di mantenere la neutralità per diversi mesi in più, ma la resa della Terza Repubblica francese e la ritirata delle forze britanniche dall'Europa continentale resero prive di significato le assicurazioni che entrambi i paesi avevano fatto alla Romania.

Romania dopo le perdite territoriali del 1940. La ripresa della Bessarabia e della Bucovina settentrionale fu il catalizzatore dell'entrata in guerra della Romania a fianco della Germania.

Nel 1940 le conquiste territoriali della Romania realizzate in seguito alla prima guerra mondiale vennero in gran parte annullate. A luglio, dopo un ultimatum sovietico, la Romania accettò di rinunciare alla Bessarabia e alla Bucovina settentrionale (i sovietici annessero anche la città di Herța, che non era stata dichiarata nell'ultimatum). Due terzi della Bessarabia vennero combinati con una piccola parte dell'Unione Sovietica per formare la Repubblica Socialista Sovietica Moldava. Il resto (la Bucovina settentrionale, la metà settentrionale della contea di Hotin ed il Budjak) venne assegnato alla Repubblica Socialista Sovietica Ucraina.
Poco dopo, il 30 agosto, nell'ambito del secondo arbitrato di Vienna, la Germania e l'Italia mediarono un compromesso tra la Romania e il Regno d'Ungheria: l'Ungheria ricevette una regione denominata "Transilvania settentrionale", mentre la "Transilvania meridionale" rimase parte della Romania (l'Ungheria aveva perso la Transilvania dopo la prima guerra mondiale nel Trattato di Trianon). Il 7 settembre, in base al Trattato di Craiova, la Dobrugia meridionale (che la Bulgaria aveva perso dopo l'invasione rumena durante la seconda guerra balcanica nel 1913), venne ceduta alla Bulgaria sotto la pressione della Germania. Nonostante l'acquisizione relativamente recente di questi territori, quelli erano abitati dalla maggioranza di persone di lingua rumena (eccetto la Dobrugia meridionale), quindi i rumeni li avevano visti come storicamente appartenenti alla Romania, e il fatto che così tanta terra fosse andata persa senza combattere distrusse le basi del potere di re Carlo.
Il 4 luglio, Ion Gigurtu formò il primo governo rumeno ad includere un ministro della Guardia di Ferro, Horia Sima. Sima era un antisemita particolarmente virulento che era diventato il leader nominale del movimento dopo la morte di Corneliu Codreanu. Fu uno dei pochi importanti leader di estrema destra a sopravvivere alle sanguinose lotte intestine e alla repressione del governo degli anni precedenti.

## La politica di Antonescu, la Guardia di Ferro e l'avvicinamento all'Asse

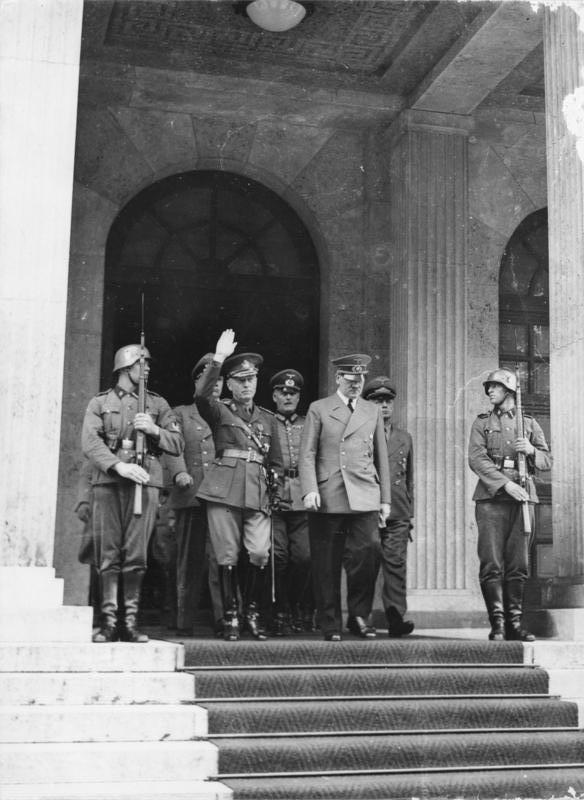
Antonescu e Adolf Hitler alla Führerbau a Monaco di Baviera (giugno 1941).

Sulla scia immediata della perdita della Transilvania settentrionale, il 4 settembre 1940, la Guardia di Ferro (guidata da Horia Sima) e il generale (poi maresciallo) Ion Antonescu si unirono per formare lo "Stato Nazionale Legionario", che costrinse l'abdicazione di Carlo II in favore del figlio diciannovenne Michele. Carlo e la sua amante Magda Lupescu andarono in esilio, e la Romania, nonostante l'esito sfavorevole delle recenti dispute territoriali, propendeva fortemente per l'Asse. Come parte dell'accordo, la Guardia di Ferro divenne l'unico partito legale in Romania. Antonescu divenne il capo onorario della Guardia di Ferro, mentre Sima divenne vice primo ministro.
Al potere, la Guardia di Ferro irrigidì la già dura legislazione antisemita, promulgò una legislazione diretta contro gli uomini d'affari di minoranza, temperata a volte dalla disponibilità dei funzionari a prendere tangenti e si vendicò dei suoi nemici. L'8 ottobre 1940 le truppe tedesche iniziarono ad entrare in Romania. Ben presto contarono oltre 500.000 uomini.
Il 23 novembre la Romania entrò a far parte delle potenze dell'Asse. Il 27 novembre 1940, 64 ex dignitari o funzionari vennero giustiziati dalla Guardia di Ferro nella prigione di Jilava in attesa del processo (vedi Massacro di Jilava). Più tardi quel giorno, lo storico ed ex primo ministro Nicolae Iorga e l'economista Virgil Madgearu, un ex ministro del governo, vennero assassinati.
La convivenza tra la Guardia di Ferro e Antonescu non fu mai facile. Il 20 gennaio 1941, la Guardia di Ferro tentò un colpo di Stato, combinato con un sanguinoso pogrom contro gli ebrei di Bucarest. Entro quattro giorni, Antonescu aveva represso con successo il colpo di Stato. La Guardia di Ferro venne espulsa dal governo. Sima e molti altri legionari si rifugiarono in Germania; altri vennero imprigionati. Antonescu abolì lo Stato Nazionale Legionario, dichiarando al suo posto la Romania "Stato Nazionale e Sociale".

## L'intervento e la disfatta finale

La Romania annesse la Transnistria, l'area compresa tra il Dnestr e il Bug meridionale, nel luglio 1941 (Censimento rumeno del 1941).

Francobollo del 1941 raffigurante un soldato rumeno e uno tedesco in riferimento alla comune partecipazione dei due paesi all'Operazione Barbarossa. Il testo qui sotto recita "la guerra santa contro il bolscevismo".

Il 22 giugno 1941, le armate tedesche, con un massiccio sostegno rumeno, attaccarono l'Unione Sovietica. Le unità tedesche e rumene conquistarono la Bessarabia, Odessa e Sebastopoli, quindi marciarono verso est attraverso le steppe russe verso Stalingrado. La Romania accolse con favore la guerra perché era alleata della Germania. Hitler ricompensò la lealtà della Romania restituendole la Bessarabia e la Bucovina settentrionale e consentendo alla Romania di amministrare immediatamente le terre sovietiche tra il Dniester ed il Bug, comprese Odessa e Nikolaev. I jingo rumeni a Odessa distribuirono persino una geografia che mostrava che i Daci avevano abitato la maggior parte della Russia meridionale. Dopo aver recuperato la Bessarabia e la Bucovina (operazione München), le unità rumene combatterono fianco a fianco con i tedeschi verso Odessa, Sebastopoli, Stalingrado ed il Caucaso. Il numero totale di truppe impegnate sul fronte orientale con la Terza Armata rumena e la Quarta Armata rumena era secondo solo a quello della stessa Germania nazista. L'esercito rumeno aveva un totale di 686.258 uomini sotto le armi nell'estate del 1941 e un totale di 1.224.691 uomini nell'estate del 1944. Il numero delle truppe rumene inviate a combattere in Unione Sovietica superò quello di tutti gli altri alleati della Germania messi insieme. Un Country Study della Divisione di Ricerca Federale degli Stati Uniti della Biblioteca del Congresso attribuisce ciò ad una "morbosa competizione con l'Ungheria per ingraziarsi il favore di Hitler [nella speranza di] riconquistare la Transilvania settentrionale."
La Bessarabia e la Bucovina settentrionale vennero completamente reincorporate nello stato rumeno dopo essere state occupate dall'URSS un anno prima. In sostituzione della Transilvania settentrionale, che era stata assegnata all'Ungheria in seguito al secondo arbitrato di Vienna, Hitler persuase Antonescu nell'agosto 1941 a prendere anche il controllo del territorio della Transnistria tra il Dnestr e il Bug meridionale, che avrebbe incluso anche Odessa dopo la sua eventuale caduta nell'ottobre 1941. Sebbene l'amministrazione rumena avesse istituito un governo civile, il Governatorato della Transnistria, lo stato rumeno non aveva ancora formalmente incorporato la Transnistria nel suo quadro amministrativo quando venne riconquistata dalle truppe sovietiche all'inizio del 1944.
Le armate rumene avanzarono molto nell'Unione Sovietica durante il 1941 e il 1942 prima di essere coinvolte nel disastro della Battaglia di Stalingrado nell'inverno 1942-1943. Petre Dumitrescu, uno dei generali più importanti della Romania, era comandante della Terza Armata a Stalingrado. Nel novembre 1942, la 6ª Armata tedesca venne brevemente messa a disposizione di Dumitrescu durante un tentativo tedesco di dare il cambio alla Terza Armata in seguito alla devastante Operazione Urano sovietica.
Prima della controffensiva sovietica a Stalingrado, il governo Antonescu considerava inevitabile una guerra con l'Ungheria per la Transilvania dopo l'attesa vittoria sull'Unione Sovietica. Sebbene fosse un alleato della Germania, il successivo passaggio della Romania dalla parte degli Alleati nell'agosto 1944 venne ricompensato con il ritorno della Transilvania settentrionale, che era stata concessa all'Ungheria nel 1940 dopo il secondo arbitrato di Vienna.

## L'invasione dell'Armata Rossa

### Le incursioni aeree

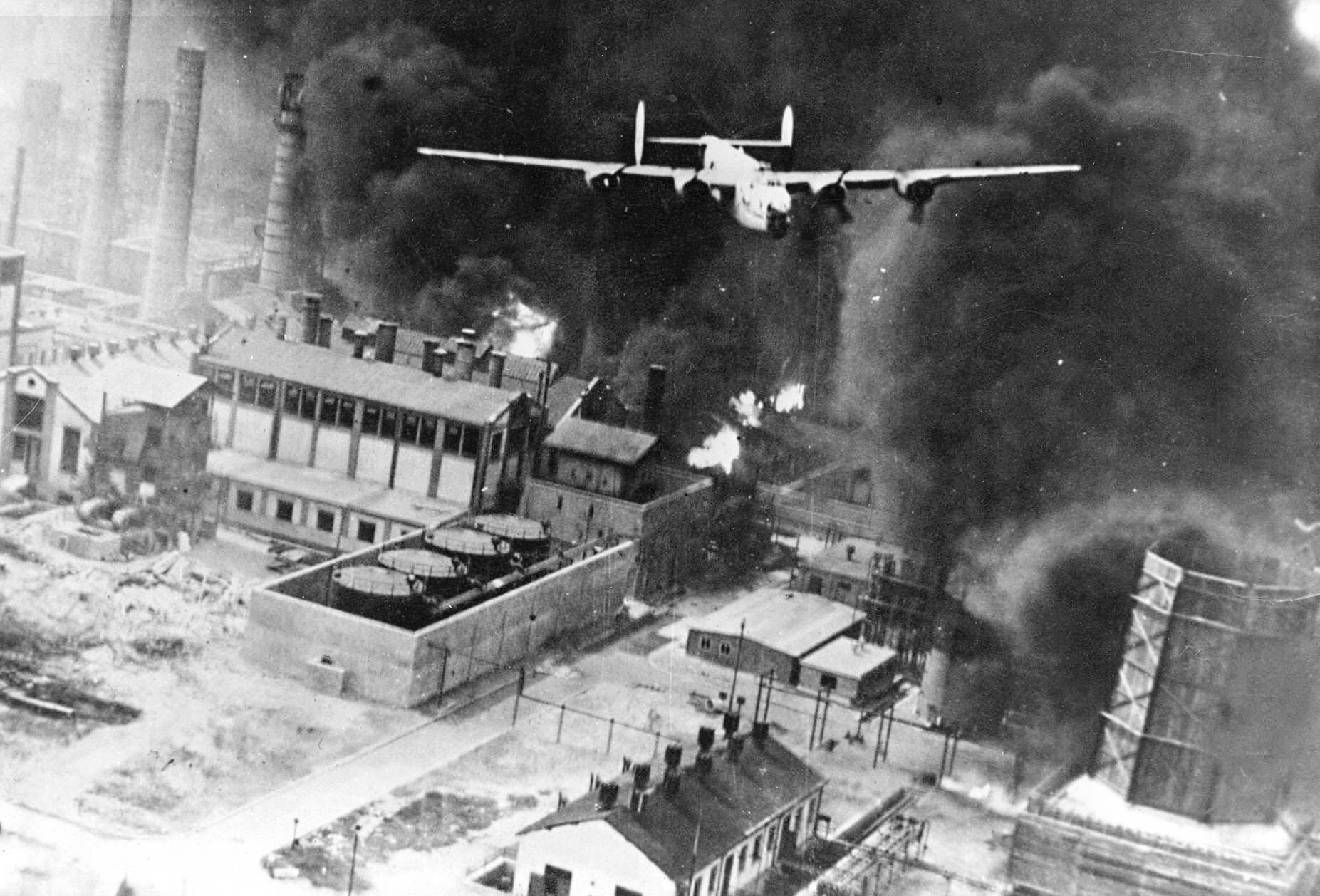
B-24 Liberator americano sorvola una raffineria di petrolio in fiamme a Ploiești, come parte dell'operazione Tidal Wave il 1º agosto 1943. A causa del suo ruolo di principale fornitore di petrolio per l'Asse, la Romania fu uno dei principali obiettivi dei bombardamenti strategici alleati nel 1943 e nel 1944.

Durante gli anni di Antonescu, la Romania fornì alla Germania nazista e alle armate dell'Asse petrolio, grano e prodotti industriali. Inoltre, numerose stazioni ferroviarie nel paese, come la Gara de Nord a Bucarest, fungevano da punto di transito per le truppe in partenza per il fronte orientale. Di conseguenza, nel 1943 la Romania divenne un bersaglio del bombardamento aereo alleato. Uno dei bombardamenti aerei più notevoli fu l'operazione Tidal Wave — l'attacco ai giacimenti petroliferi di Ploiești il 1º agosto 1943. Bucarest venne sottoposta a intensi bombardamenti alleati il 4 ed il 15 aprile 1944 e la Luftwaffe stessa bombardò la città il 24 e 25 agosto dopo che il paese aveva cambiato schieramento.

### L'offensiva terrestre
Nel febbraio 1943, con la decisiva controffensiva sovietica a Stalingrado, divenne chiaro che le sorti della guerra si stavano volgendo contro le potenze dell'Asse.
Nel 1944 l'economia rumena era a brandelli a causa delle spese di guerra e dei distruttivi bombardamenti aerei alleati in tutto il paese, compresa la capitale, Bucarest. Inoltre, la maggior parte dei prodotti inviati in Germania - come petrolio, grano e attrezzature - vennero forniti senza compenso monetario, poiché la Germania si rifiutò di pagarli. Come risultato di queste esportazioni non compensate, l'inflazione in Romania salì alle stelle. Ciò causò un diffuso malcontento tra la popolazione rumena, anche tra coloro che un tempo avevano sostenuto con entusiasmo i tedeschi e la guerra, e un rapporto rabbioso tra Romania e Germania.
A partire dal marzo 1944, l'offensiva Proskurov-Černivci e l'offensiva Uman'-Botoșani dell'Armata Rossa respinsero le forze dell'Asse fino al Dnestr nell'aprile 1944. Nell'aprile-maggio 1944, le forze rumene guidate dal generale Mihail Racovițǎ, insieme ad elementi dell'Ottava Armata tedesca, erano responsabili della difesa del nord della Romania e presero parte alle battaglie di Târgu Frumos, che David Glantz considera un iniziale tentativo sovietico di invadere la Romania, presumibilmente bloccato dalle linee difensive dell'Asse nel nord della Romania. L'offensiva Iași-Kišinëv, lanciata il 20 agosto 1944, portò a una rapida e decisiva vittoria sovietica, facendo crollare il fronte tedesco-rumeno nella regione. Le forze sovietiche conquistarono Târgu Frumos e Iași il 21 agosto e Chișinău il 24 agosto 1944. La strategica porta di Focșani venne invasa il 27 agosto 1944 dalle forze sovietiche, permettendo loro di estendersi a Bucarest, sul Mar Nero e sui Carpazi orientali.

## L'olocausto

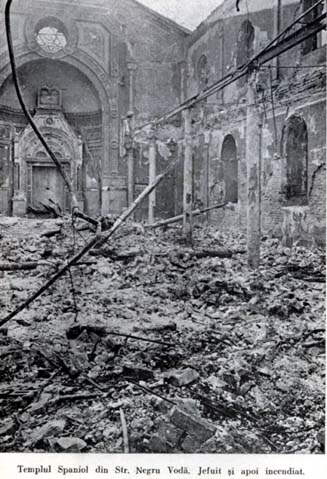
Il Tempio Sefardita a Bucarest dopo che venne saccheggiato e incendiato nel 1941

Secondo un rapporto della commissione internazionale pubblicato dal governo rumeno nel 2004, tra 280.000 e 380.000 ebrei vennero assassinati o morirono in varie forme sul suolo rumeno, nelle zone di guerra della Bessarabia, della Bucovina e nei territori sovietici precedentemente occupati sotto il controllo rumeno (Governatorato della Transnistria). Dei 25.000 rom deportati, che vennero deportati nei campi di concentramento in Transnistria, ne morirono 11.000.
Sebbene gran parte delle uccisioni siano state commesse nella zona di guerra dalle truppe rumene e tedesche, ci furono persecuzioni sostanziali anche dietro la linea del fronte. Durante il pogrom di Iaşi del giugno 1941, oltre 13.000 ebrei vennero massacrati o uccisi lentamente nei treni che viaggiavano avanti e indietro attraverso la campagna.
La metà dei 270.000-320.000 ebrei stimati che vivevano in Bessarabia, nella Bucovina e nella contea di Dorohoi in Romania vennero assassinati o morirono tra il giugno 1941 e la primavera del 1944, di cui tra 45.000 e 60.000 ebrei vennero uccisi in Bessarabia e nella Bucovina da truppe rumene e tedesche, a pochi mesi dall'entrata in guerra del paese nel 1941. Anche dopo le uccisioni iniziali, gli ebrei in Moldavia, nella Bucovina e in Bessarabia vennero soggetti a frequenti pogrom e vennero concentrati in ghetti da cui vennero inviati in Transnistria, compresi i campi costruiti e gestiti dalle autorità rumene.
Soldati e gendarmi rumeni lavorarono anche con gli Einsatzkommando, squadre di sterminio tedesche, incaricate di massacrare ebrei e rom nei territori conquistati, con la milizia locale ucraina e con le squadre delle SS dei tedeschi ucraini (Sonderkommando Russland e Selbstschutz). Le truppe rumene furono in gran parte responsabili del Massacro d'Odessa, in cui dal 18 ottobre 1941, fino a metà marzo 1942, i soldati rumeni a Odessa, aiutati da gendarmi e polizia, uccisero fino a 25.000 ebrei e ne deportarono più di 35.000.
Il numero di morti in tutte le aree non è certo, ma le stime rispettabili più basse arrivano a circa 250.000 ebrei e 11.000 rom in queste regioni orientali.
Tuttavia, la metà degli ebrei che vivevano all'interno dei confini pre-operazione Barbarossa sopravvissero alla guerra, sebbene fossero soggetti a un'ampia gamma di dure condizioni, tra cui lavoro forzato, sanzioni finanziarie e leggi discriminatorie. Tutta la proprietà ebraica venne nazionalizzata.
Il rapporto commissionato e accettato dal governo rumeno nel 2004 sull'Olocausto concludeva:

## Il colpo di Stato reale

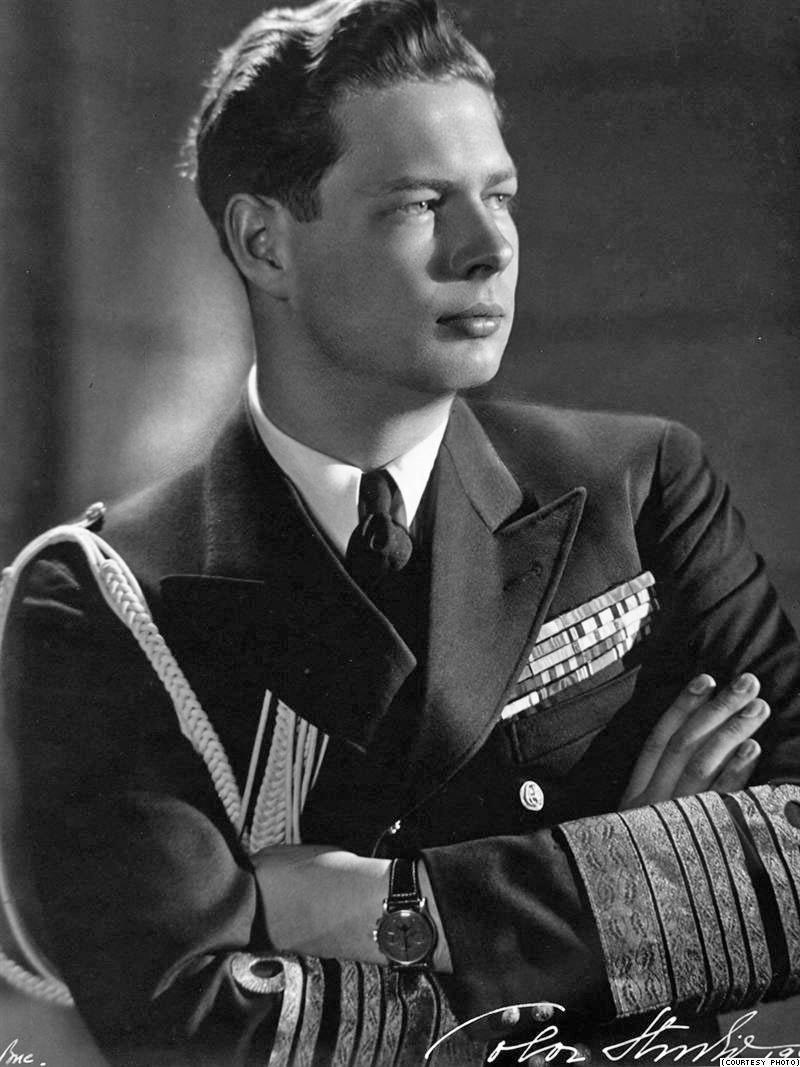
Re Michele I di Romania guidò il colpo di Stato che portò la Romania dalla parte degli Alleati.

Il 23 agosto 1944, con l'Armata Rossa che penetrava le difese tedesche durante l'offensiva Iași-Chișinǎu, il re Michele I di Romania condusse con successo un colpo di Stato contro l'Asse con il sostegno dei politici dell'opposizione, la maggior parte dell'esercito e i civili guidati dai comunisti. Michele I, che inizialmente era considerato poco più di un prestanome, riuscì a deporre con successo la dittatura di Antonescu. Il re offrì quindi una ritirata non conflittuale all'ambasciatore tedesco Manfred von Killinger. Ma i tedeschi considerarono il colpo di Stato "reversibile" e tentarono di ribaltare la situazione con la forza militare. La Prima, la Seconda (in formazione) e quel poco che restava della Terza e della Quarta Armata (un corpo d'armata) avevano ricevuto l'ordine dal re di difendere la Romania da eventuali attacchi tedeschi. Re Michele si offrì di mettere l'esercito rumeno, che a quel punto aveva una forza di quasi 1.000.000 di uomini, dalla parte degli Alleati. Stalin riconobbe immediatamente il re e la restaurazione della monarchia romena conservatrice.
In una trasmissione radiofonica alla nazione e all'esercito rumeno la notte del 23 agosto, re Michele emise un cessate il fuoco, proclamò la fedeltà della Romania agli Alleati, annunciò l'accettazione di un armistizio (da firmare il 12 settembre) offerto da Gran Bretagna, Stati Uniti e URSS, e dichiarò guerra alla Germania. Il colpo di Stato accelerò l'avanzata dell'Armata Rossa in Romania, ma non evitò una rapida occupazione sovietica e la cattura di circa 130.000 soldati rumeni, che vennero trasportati in Unione Sovietica, dove molti morirono nei campi di prigionia. L'armistizio venne firmato tre settimane dopo, il 12 settembre 1944, in termini virtualmente dettati dall'Unione Sovietica. Secondo i termini dell'armistizio, la Romania annunciò la sua resa incondizionata all'URSS e venne posto sotto l'occupazione delle forze alleate con l'Unione Sovietica come loro rappresentante, in controllo dei media, delle comunicazioni, delle poste e dell'amministrazione civile dietro il fronte. Alcuni attribuiscono il rinvio di un formale riconoscimento da parte degli Alleati del cambio di orientamento de facto fino al 12 settembre (data in cui l'armistizio venne firmato a Mosca) alla complessità dei negoziati tra URSS e Regno Unito.

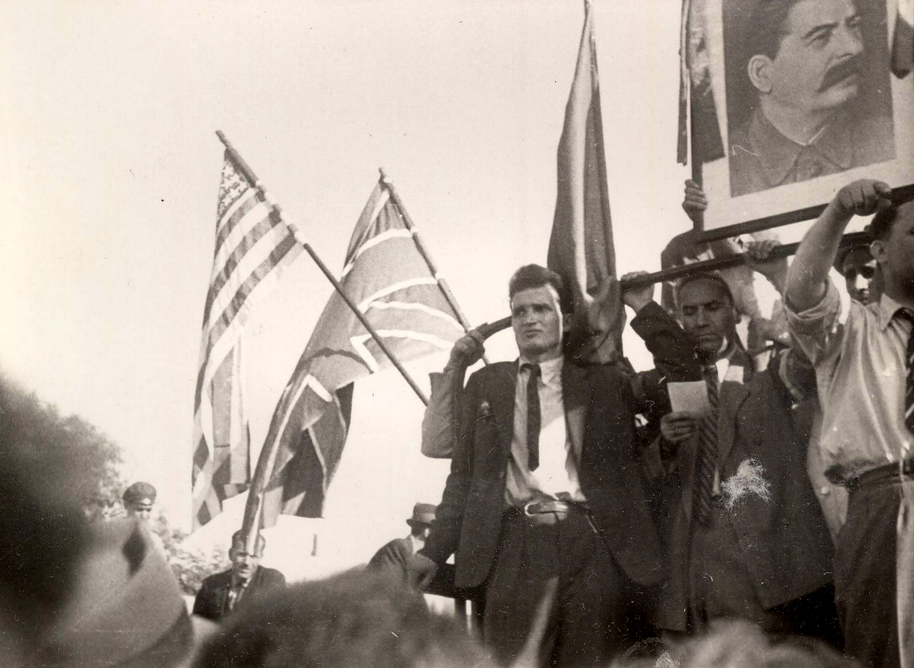
Nicolae Ceaușescu e altri danno il benvenuto all'Armata Rossa che entra a Bucarest il 30 agosto 1944

Durante la Conferenza di Mosca nell'ottobre 1944 Winston Churchill, primo ministro del Regno Unito, propose un accordo al leader sovietico Iosif Stalin su come suddividere l'Europa orientale in sfere di influenza dopo la guerra. All'Unione Sovietica venne offerta una quota del 90% dell'influenza in Romania.
L'accordo di armistizio del 12 settembre prevedeva all'articolo 18 che "sarà istituita una commissione di controllo alleata che si occuperà fino alla conclusione della pace della regolamentazione e del controllo sull'esecuzione dei presenti termini sotto la direzione generale e gli ordini dell'Alto Comando alleato (sovietico), che agisce per conto delle Potenze Alleate". L'allegato all'articolo 18 chiariva che "Il governo rumeno e i suoi organi devono adempiere a tutte le istruzioni della Commissione alleata di controllo derivanti dall'accordo di armistizio". L'accordo stabiliva inoltre che la Commissione alleata di controllo avrebbe avuto sede a Bucarest. In linea con l'articolo 14 dell'accordo di armistizio, vennero istituiti due tribunali del popolo romeno per processare sospetti criminali di guerra.

## La campagna contro l'Asse

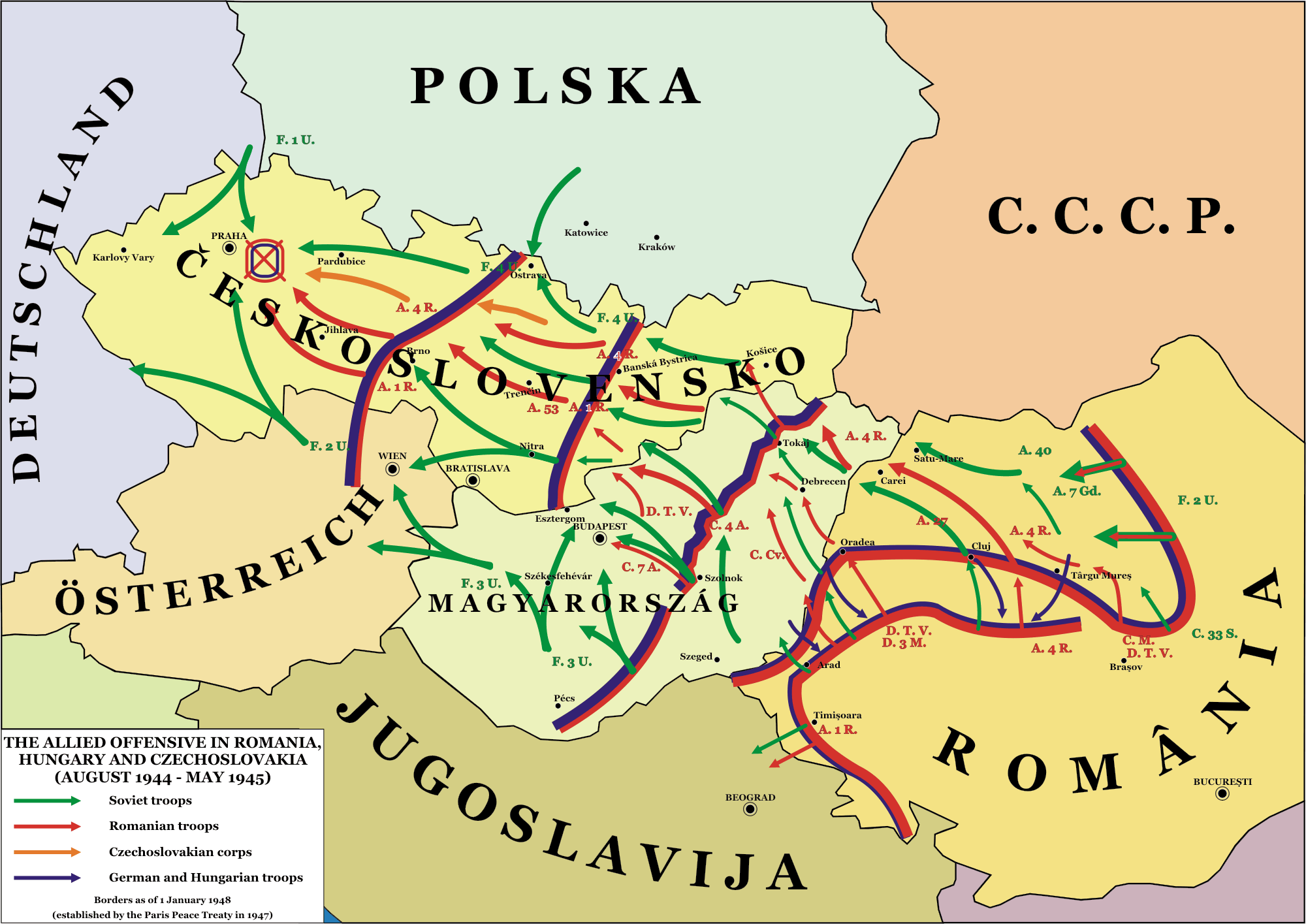
Operazioni rumene contro l'Asse

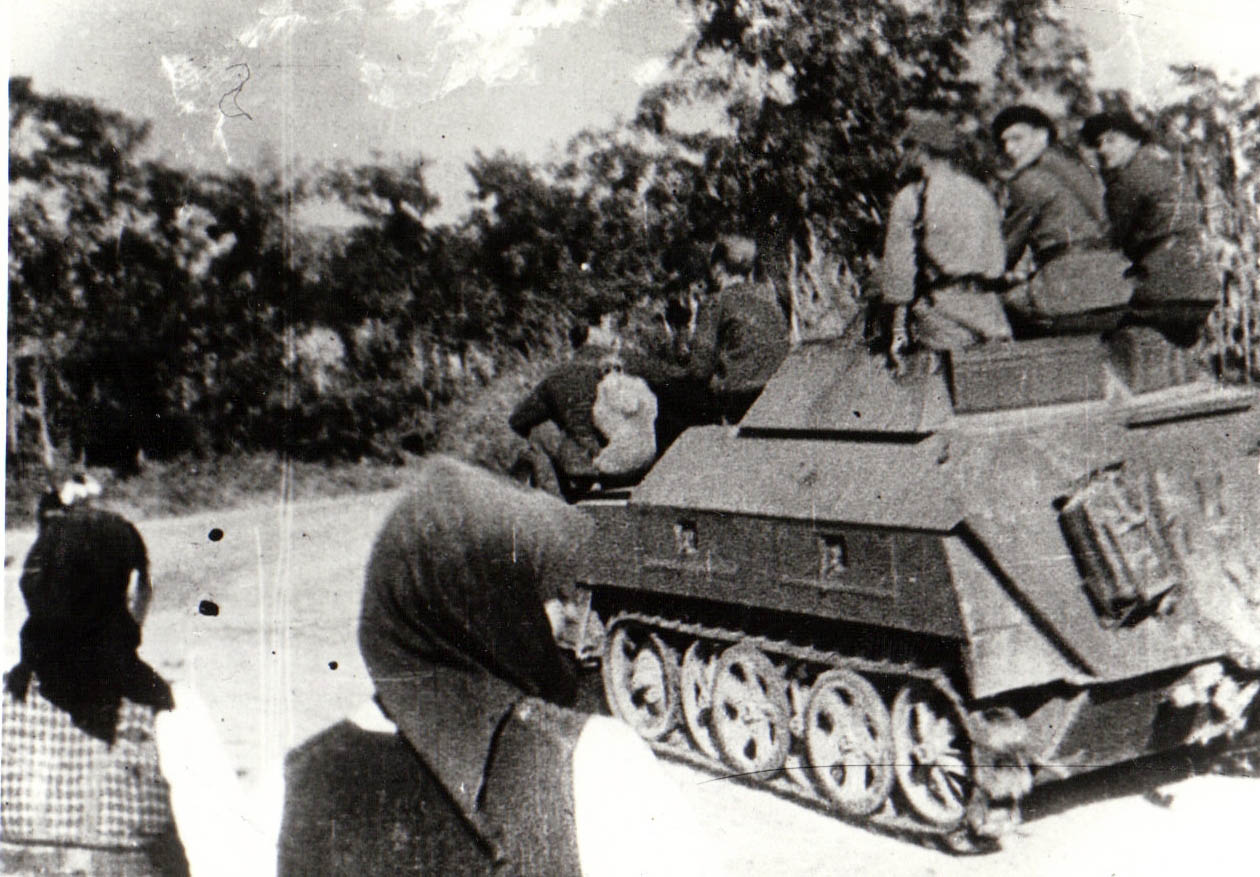
Soldati rumeni in Transilvania, settembre-ottobre 1944

Quando il paese dichiarò guerra alla Germania la notte del 23 agosto 1944, gli scontri al confine tra truppe ungheresi e rumene scoppiarono quasi immediatamente. Il 24 agosto, le truppe tedesche tentarono di impadronirsi di Bucarest e sopprimere il colpo di stato di Michael, ma vennero respinte dalle difese della città, che ricevettero un certo sostegno dall'aeronautica degli Stati Uniti. Altre unità della Wehrmacht nel paese subirono gravi perdite: i resti della Sesta Armata in ritirata a ovest del Prut vennero tagliati fuori e distrutti dall'Armata Rossa, che ora avanzava a una velocità ancora maggiore, mentre le unità rumene attaccavano le guarnigioni tedesche ai giacimenti petroliferi di Ploiești, costringendoli a ritirarsi in Ungheria. L'esercito rumeno catturò oltre 50.000 prigionieri tedeschi in questo periodo, che vennero successivamente consegnati ai sovietici.
All'inizio di settembre 1944, le forze sovietiche e rumene entrarono in Transilvania e conquistarono le città di Brașov e Sibiu mentre avanzavano verso il fiume Mureș. Il loro obiettivo principale era Cluj, una città considerata la capitale storica della Transilvania. Tuttavia, era presente nella regione la Seconda Armata ungherese ed essa, insieme all'Ottava Armata tedesca, ingaggiò le forze alleate il 5 settembre 1944 in quello che divenne la battaglia di Turda, che durò fino all'8 ottobre e provocò pesanti perdite per entrambe le parti. Sempre in questo periodo, l'esercito ungherese svolse la sua ultima azione offensiva indipendente della guerra, penetrando nella contea di Arad nella Romania occidentale. Nonostante il successo iniziale, un certo numero di battaglioni di allievi rumeni ad hoc riuscirono a fermare l'avanzata ungherese nella battaglia di Păuliș, e presto un contrattacco combinato rumeno-sovietico travolse gli ungheresi, che cedettero terreno ed evacuarono Arad stessa il 21 settembre.
La battaglia di Carei segnò l'ultima fase del recupero dell'ex territorio rumeno della Transilvania settentrionale, ceduto nel 1940 all'Ungheria in seguito al secondo arbitrato di Vienna. La sera del 24 ottobre 1944, il VI Corpo d'armata rumeno attaccò in direzione di Carei con una forza composta da 4 divisioni; contemporaneamente, la 2ª Divisione fanteria del II Corpo d'armata attaccò in direzione di Satu Mare, con una manovra a tenaglia. Il 25 ottobre, entrambe le città vennero liberate dal controllo ungherese e tedesco; con decreto del 1959, questa giornata venne istituita come Giornata delle forze armate romene.
L'esercito rumeno pose fine alla guerra combattendo contro la Wehrmacht al fianco dell'Armata Rossa in Transilvania, Ungheria, Jugoslavia, Austria e Protettorato di Boemia e Moravia, dall'agosto 1944 fino alla fine della guerra in Europa. Nel maggio 1945, la Prima e la Quarta presero parte all'offensiva di Praga. L'esercito rumeno subì pesanti perdite combattendo la Germania nazista. Dei circa 538.000 soldati rumeni che combatterono contro l'Asse nel 1944-1945, circa 167.000 vennero uccisi, feriti o scomparvero.
| Luogo | Inizio           | Fine            | Personale          | Perdite (KIA, WIA, MIA) | Montagne attraversate | Fiumi attraversati | Villaggi liberati | Da quali città | Perdita dei nemici                  |
| --- | ---------------- | --------------- | ------------------ | ----------------------- | --------------------- | ------------------ | ----------------- | -------------- | ----------------------------------- |
| Romania | 23 agosto 1944   | 12 maggio 1945  | >275.000 (538.000) | 58.330                  |                       |                    | 3.831             | 31             | 167.000 KIA, WIA Matériel           |
| Ungheria | 8 ottobre 1944   | 15 gennaio 1945 | 210.000            | 42.700                  | 3                     | 4                  | 1.237             | 14             | 21.045 POW 9.700 KIA ? WIA Matériel |
| Protettorato di Boemia e Moravia                                                                                | 18 dicembre 1944 | 12 maggio 1945  | 248.430            | 66.495                  | 10                    | 4                  | 1.722             | 31             | 22.803 KIA, WIA, POW                |
| Alpen- und Donau-Reichsgaue                                                                                     | 10 aprile 1945   | 12 maggio 1945  | 2.000              | 100                     |                       |                    | 7                 | 1              | 4.000 KIA, WIA, POW Matériel        |
| TOTALE | 23 agosto 1944   | 12 maggio 1945  | 538.536            | 169.822                 | 20                    | 12                 | 3.821             | 53             | 117.798 POW 18.731 KIA              |
| LEGENDA: KIA = Ucciso in azione; MIA = Disperso in azione; WIA = Ferito in azione; POW = Prigionieri di guerra. |                  |                 |                    |                         |                       |                    |                   |                |                                     |

## Conseguenze

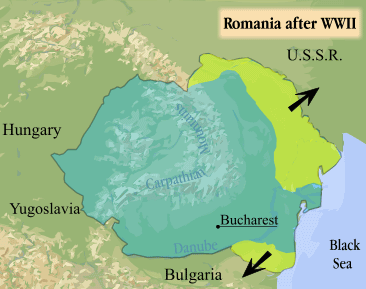
Mappa della Romania dopo la seconda guerra mondiale che indica i territori perduti.

Ai sensi dei Trattato di Parigi del 1947, gli Alleati non riconoscevano la Romania come nazione cobelligerante, ma applicavano invece il termine "alleato della Germania hitleriana" a tutti i destinatari delle clausole del trattato. Come la Finlandia, la Romania dovette pagare 300 milioni di dollari all'Unione Sovietica come risarcimento di guerra. Tuttavia, il trattato riconosceva specificamente che la Romania aveva cambiato posizione il 24 agosto 1944, e quindi "ha agito nell'interesse di tutte le Nazioni Unite". Come ricompensa, la Transilvania settentrionale venne, ancora una volta, riconosciuta come parte integrante della Romania, ma il confine con l'URSS e la Bulgaria venne fissato al suo stato nel gennaio 1941, ripristinando lo status quo pre-Barbarossa (con un'eccezione). Dopo la dissoluzione dell'Unione Sovietica nel 1991, i territori orientali divennero parte dell'Ucraina e della Repubblica di Moldavia.
Nella Romania vera e propria, l'occupazione sovietica dopo la seconda guerra mondiale facilitò l'ascesa del Partito Comunista come principale forza politica, portando infine all'abdicazione forzata del re e l'istituzione di una repubblica popolare monopartitica nel 1947.

## Battaglie e campagne principali
| Battaglia                                                              | Data                                | Luogo                                        | Romania e suoi alleati                                         | Nemici                                       | Risultato     |
| ---------------------------------------------------------------------- | ----------------------------------- | -------------------------------------------- | -------------------------------------------------------------- | -------------------------------------------- | ------------- |
| Occupazione sovietica della Bessarabia e della Bucovina settentrionale | 28 giugno - 3 luglio 1940           | Romania                                      | Romania                                                        | Unione Sovietica                             | Sconfitta     |
| Pogrom di Bucarest                                                     | 21-23 gennaio 1941                  | Romania                                      | Romania                                                        | Guardia di Ferro                             | Vittoria      |
| Come parte dell'Asse (1941-1944)                                       |                                     |                                              |                                                                |                                              |               |
| Operazione Barbarossa                                                  | 22 giugno - 5 dicembre 1941         | Unione Sovietica                             | Germania Romania Finlandia Italia Ungheria Slovacchia Croazia  | Unione Sovietica                             | Sconfitta     |
| Raid su Costanza                                                       | 26 giugno 1941                      | Romania                                      | Romania Germania                                               | Unione Sovietica                             | Vittoria      |
| Operazione München                                                     | 2-26 luglio 1941                    | Romania                                      | Romania Germania                                               | Unione Sovietica                             | Vittoria      |
| Battaglia di Uman'                                                     | 15 luglio - 8 agosto 1941           | Unione Sovietica                             | Germania Romania Ungheria Slovacchia Croazia                   | Unione Sovietica                             | Vittoria      |
| Assedio di Odessa                                                      | 8 agosto - 16 ottobre 1941          | Unione Sovietica                             | Romania Germania                                               | Unione Sovietica                             | Vittoria      |
| Battaglia del Mar d'Azov                                               | Settembre 1941 - agosto 1942        | Unione Sovietica                             | Romania Germania                                               | Unione Sovietica                             | Vittoria      |
| Assedio di Sebastopoli                                                 | 30 ottobre 1941 - 4 luglio 1942     | Unione Sovietica                             | Germania Romania Italia                                        | Unione Sovietica                             | Vittoria      |
| Battaglia di Rostov                                                    | 21 - 27 novembre 1941               | Unione Sovietica                             | Germania Romania Slovacchia                                    | Unione Sovietica                             | Sconfitta     |
| Seconda battaglia di Char'kov                                          | 12 - 28 maggio 1942                 | Unione Sovietica                             | Germania Romania Italia                                        | Unione Sovietica                             | Vittoria      |
| Operazione Blu                                                         | 28 giugno - 24 novembre 1942        | Unione Sovietica                             | Germania Italia Romania Ungheria Slovacchia Croazia            | Unione Sovietica                             | Sconfitta     |
| Battaglia del Caucaso                                                  | 25 luglio 1942 - 12 maggio 1944     | Unione Sovietica                             | Germania Italia Romania                                        | Unione Sovietica                             | Sconfitta     |
| Battaglia di Stalingrado                                               | 23 agosto 1942 - 2 febbraio 1943    | Unione Sovietica                             | Germania Italia Romania Ungheria Croazia                       | Unione Sovietica                             | Sconfitta     |
| Operazione Urano                                                       | 19 - 23 novembre 1942               | Unione Sovietica                             | Germania Italia Romania Ungheria                               | Unione Sovietica                             | Sconfitta     |
| Operazione Tempesta Invernale                                          | 12 - 23 dicembre 1942               | Unione Sovietica                             | Germania Romania                                               | Unione Sovietica                             | Sconfitta     |
| Operazione Piccolo Saturno                                             | 12 dicembre 1942 - 18 febbraio 1943 | Unione Sovietica                             | Germania Italia Romania Ungheria                               | Unione Sovietica                             | Sconfitta     |
| Operazione Tidal Wave                                                  | 1º agosto 1943                      | Romania                                      | Germania Romania Bulgaria                                      | Stati Uniti                                  | Vittoria      |
| Offensiva del Donbass                                                  | 13 agosto - 22 settembre 1943       | Unione Sovietica                             | Germania Italia Romania Ungheria                               | Unione Sovietica                             | Sconfitta     |
| Offensiva del basso Dnepr                                              | 24 agosto - 23 dicembre 1943        | Unione Sovietica                             | Germania Romania                                               | Unione Sovietica Corpo d'armata cecoslovacco | Sconfitta     |
| Operazione Kerč'-Eltigen                                               | Novembre 1943                       | Unione Sovietica                             | Germania Romania                                               | Unione Sovietica                             | Sconfitta     |
| Offensiva Dnepr-Carpazi                                                | 24 dicembre 1943 - 14 aprile 1944   | Unione Sovietica                             | Germania Romania                                               | Unione Sovietica                             | Sconfitta     |
| Offensiva Uman'-Botoșani                                               | 5 marzo - 17 aprile 1944            | Unione Sovietica                             | Germania Romania                                               | Unione Sovietica                             | Sconfitta     |
| Offensiva di Odessa                                                    | 6 marzo - 17 aprile 1944            | Unione Sovietica                             | Germania Romania                                               | Unione Sovietica                             | Sconfitta     |
| Prima offensiva Iași–Chișinău                                          | 8 aprile - 6 giugno 1944            | Unione Sovietica                             | Germania Romania                                               | Unione Sovietica                             | Vittoria      |
| Battaglia di Crimea                                                    | 8 aprile - 12 maggio 1944           | Unione Sovietica                             | Germania Romania Bulgaria                                      | Unione Sovietica                             | Sconfitta     |
| Offensiva Lublino-Brest                                                | 18 July – 2 August 1944             | Bielorussia/Polonia                          | Germania Romania                                               | Unione Sovietica Polonia                     | Sconfitta     |
| Offensiva Iași-Chișinău (prima fase)                                   | 20-23 agosto 1944                   | Romania                                      | Germania Romania                                               | Unione Sovietica                             | Cambiato lato |
| Come parte degli Alleati (1944-1945)                                   |                                     |                                              |                                                                |                                              |               |
| Offensiva Iași-Chișinău (seconda fase)                                 | 23-29 agosto 1944                   | Romania                                      | Unione Sovietica Romaniasupporto aereo: Stati Uniti            | Germania                                     | Vittoria      |
| Battaglia di Turda                                                     | 5 settembre - 8 ottobre 1944        | Romania                                      | Unione Sovietica Romania                                       | Germania Ungheria                            | Vittoria      |
| Battaglia di Păuliș                                                    | 14-19 settembre 1944                | Romania                                      | Romania                                                        | Ungheria                                     | Vittoria      |
| Battaglia di Debrecen                                                  | 6-29 ottobre 1944                   | Ungheria                                     | Unione Sovietica Romania                                       | Germania Ungheria                            | Vittoria      |
| Battaglia di Carei                                                     | 21-25 ottobre 1944                  | Ungheria                                     | Romania                                                        | Germania                                     | Vittoria      |
| Offensiva di Budapest                                                  | 29 ottobre 1944 - 13 febbraio 1945  | Ungheria                                     | Unione Sovietica Romania                                       | Germania Ungheria                            | Vittoria      |
| Assedio di Budapest                                                    | 29 dicembre 1944 - 13 febbraio 1945 | Ungheria                                     | Unione Sovietica Romania                                       | Germania Ungheria                            | Vittoria      |
| Offensiva di Bratislava-Brno                                           | 25 marzo - 5 maggio 1945            | Protettorato di Boemia e Moravia, Slovacchia | Unione Sovietica Romania Corpo d'armata cecoslovacco           | Germania Ungheria                            | Vittoria      |
| Offensiva di Praga                                                     | 6-11 maggio 1945                    | Protettorato di Boemia e Moravia             | Unione Sovietica Polonia Romania Esercito russo di liberazione | Germania Ungheria Slovacchia                 | Victory       |